# Switłana Zaliszczuk
Switłana Petriwna Zaliszczuk, ukr. Світлана Петрівна Заліщук (ur. 24 października 1982 w Żaszkowie) – ukraińska polityk, dziennikarka i aktywistka społeczna, posłanka do Rady Najwyższej VIII kadencji.

## Życiorys
W 2006 uzyskała studia dziennikarskie na Kijowskim Uniwersytecie Narodowym im. Tarasa Szewczenki. W latach 2002–2005 pracowała jako dziennikarka, w 2005 przez kilka miesięcy była sekretarzem prasowym wicepremiera, następnie do 2008 zatrudniona w Administracji Prezydenta Ukrainy. Zatrudniona także w organizacjach pozarządowych jako kierownik projektów, a od 2009 dyrektor wykonawczy instytutu Centr UA.
W 2009 była wśród założycieli federacji kilkudziesięciu organizacji pozarządowych Nowy Obywatel, w 2010 dołączyła do ruchu dziennikarzy „Stop Cenzurze!”, a w 2011 współtworzyła inicjatywę Czesno, zajmującą się m.in. monitorowaniem aktywności politycznej. W 2014 powołana w skład komitetu sterującego World Movement for Democracy, znalazła się także w ukraińskim Reanimacyjnym Pakiecie Reform. W wyborach parlamentarnych z 26 października 2014 kandydowała z ramienia Bloku Petra Poroszenki, uzyskując mandat posłanki VIII kadencji.